# Reinga
Reinga is een spinnengeslacht uit de familie Desidae. De onderliggende soorten komen voor in Nieuw-Zeeland.

## Onderliggende soorten
- Reinga apica Forster & Wilton, 1973
- Reinga aucklandensis (Marples, 1959)
- Reinga grossa Forster & Wilton, 1973
- Reinga media Forster & Wilton, 1973
- Reinga waipoua Forster & Wilton, 1973